# رين فجيمرا
رين فجيمرا (باليابانية: 藤村 怜) (26 مايو 1999 في كورياما في اليابان – )؛ هو لاعب كرة قدم كان يلعب كمهاجم.

## وصلات خارجية
- رين فجيمرا على موقع رابطة كرة القدم اليابانية للمحترفين (اليابانية)
- رين فجيمرا على موقع قاعدة بيانات كرة القدم.إي يو (الإنجليزية)
- رين فجيمرا على موقع Soccerway.com (الإنجليزية)
- رين فجيمرا على موقع عالم كرة القدم.نت (الإنجليزية)